# Comuna Prîbujjea, Domanivka
Prîbujjea (în ucraineană Прибужжя) este o comună în raionul Domanivka, regiunea Mîkolaiiv, Ucraina, formată din satele Anetivka, Prîbujjea (reședința) și Șciuțke.

## Demografie
Componența lingvistică a comunei Prîbujjea
     Ucraineană (95,44%)
     Rusă (2,87%)
     Română (1,19%)
     Alte limbi (0,39%)
Conform recensământului din 2001, majoritatea populației comunei Prîbujjea era vorbitoare de ucraineană (95,44%), existând în minoritate și vorbitori de rusă (2,87%) și română (1,19%).